# هربرت أبثيكر
هربرت أبثيكر (31 يوليو، 1915- 17 مارس، 2003) مؤرخ ماركسي أمريكي وناشط سياسي. ألف أكثر من 50 كتاب، معظمها في مجالات التاريخ الأفريقي الأمريكي وتاريخ الولايات المتحدة بشكل عام، وكان أبرزها كتاب ثورات العبيد الزنوج الأمريكيين (1943)، وهو كتاب كلاسيكي في هذا المجال. ألف أيضًا «التاريخ الوثائقي للشعب الزنجي (1951-1994)» المؤلف من 7 مجلدات. إضافة إلى ذلك، جمع مجموعة متنوعة من الوثائق الأساسية التي تدعم دراسة التاريخ الأفريقي الأمريكي. كان وصي حماية حقوق التأليف لوليام إدوارد بورغاردت دو بويز.
كان أبثيكر منذ أربعينيات القرن العشرين، شخصية بارزة في الحوارات الأكاديمية الأمريكية. وُضع أبثيكر على القائمة السوداء في الأوساط الأكاديمية خلال خمسينيات القرن العشرين بسبب عضويته في الحزب الشيوعي. خلف في. جي. جيرومي في عام 1955 كمحرر لمجلة الشؤون السياسية، وهي مجلة نظرية شيوعية.

## سيرة حياته

### بداية حياته وتعليمه
ولد هربرت أبثيكر في بروكلين، نيويورك، وهو أصغر طفل لعائلة يهودية ثرية.
في عام 1931، عندما كان في سن السادسة عشر، رافق والده في رحلة عمل إلى ألاباما. تعلم هناك بشكل مباشر عن اضطهاد الأمريكيين الأفارقة في ظل قوانين جيم كرو في الجنوب. أثبتت هذه الرحلة أنها كانت صادمة وغيرت حياة أبثيكر، الذي بدأ بعد عودته بكتابة عمود بعنوان «الجانب المظلم من الجنوب» لصحيفة مدرسته إيراسموس هول الثانوية.
تخرج أبثيكر من المدرسة الثانوية في ربيع عام 1933، خلال فترة الكساد الكبير. لم يتمكن من الحصول على قبول في الحرم الجامعي الرئيسي في جامعة كولومبيا، على الرغم من قبوله في تلك الجامعة، والتي كان قد ملأ الرئيس نيكولاس موراي باتلر فيها مسبقًا الحصة المخصصة لليهود. أُبعد أبثيكر عوضًا عن ذلك إلى جامعة سيث لو جوونيور في بروكلين هايتس، وهي كلية تابعة أسسها باتلر لتكون مقرًا لليهود والإيطاليين الذين قُبلوا بما يزيد على حصص باتلر.
انجذب أبثيكر خلال فترة وجوده في جامعة سيث لو، بدايةً إلى النشاط السياسي، وساعد في تنظيم التجمعات المناهضة للحرب والحديث باسم اتحاد الطلبة الوطني المدعوم من الشيوعية (إن إس إل) واتحاد الطلبة للديمقراطية الصناعية المدعوم من الاشتراكية. بدأ بقراءة الصحيفة اليومية للحزب الشيوعي، ذا ديلي ووركر، إلى جانب الجريدة الفنية والأدبية الشهرية للحزب، ذا نيو ماس، على الرغم من أنه لم يكن قد أصبح عضوًا في الحزب بعد.
بعد سنتين في سيث لو، سمح لأبثيكر بالتسجيل في الحرم الجامعي الرئيسي لجامعة كولومبيا في مورنينغ سايد هايتس في مانهاتن، ولكن ليس بصفته عضوًا كاملًا في جامعة كولومبيا. صنف عوضًا عن ذلك بأنه «طالب جامعي» ووضعه ذلك على الطريق لنيل شهادة أقل من شهادة البكالوريوس في العلوم عوضًا عن درجة البكالوريوس في الآداب التي حصل عليها في عام 1936. واصل أبثيكر في كولومبيا انخراطه في الحركة المناهضة للحرب، من خلال كل من الرابطة الوطنية للتحرير والرابطة الأمريكية المناهضة للحرب والفاشية، وهي منظمة جماهيرية أوسع للحزب الشيوعي وجدت خلال حقبة الجبهة الشعبية للحزب.
حصل أبثيكر على شهادته في الدراسات العليا من كولومبيا في عام 1937، وحصل على شهادة الدكتوراه في عام 1943 من الهيئة نفسها. انضم في سبتمبر، 1939، إلى الحزب الشيوعي في الولايات المتحدة الأمريكية. حصل على زمالة غوغنهايم في علم الاجتماع في عام 1945.